# Viața reală

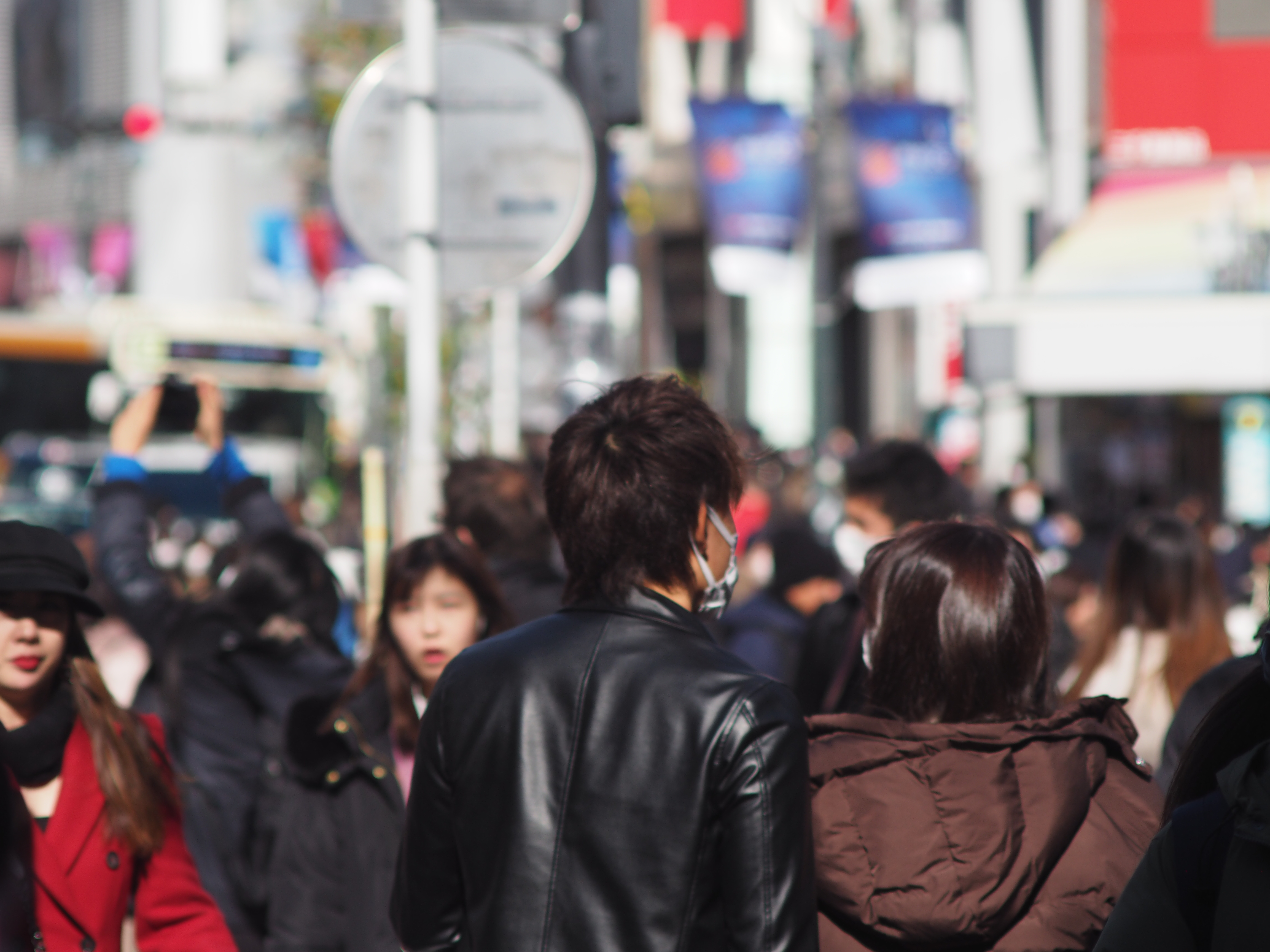
Viața reală, în afara activităților virtuale. Shibuya, Tokyo, February 2020.

Viața reală este o expresie din comunitatea online, care este utilizată ca termen pentru viața unor oameni în afara activităților sale virtuale în internet.
Termenul de  viață reală are o tradiție îndelungată și poate fi urmărit în literatură până la Feodor Dostoievski. Odată cu apariția jocurilor de rol cu multiplayer online (MMORPG), termenul a găsit atunci și intrarea în cyberculture, promovat, de asemenea, prin publicații literare, cum ar fi romanul „Neuromancer” de William Gibson din 1984.
Conceptul este folosit, de exemplu, de Multi-User Dungeon pentru a distinge identitatea virtuală în jocurile de rol cu multiplayer de identitatea jucătorului în realitate. Termenul este folosit în prezent de mulți utilizatori de calculator pentru a atrage atenția asupra lumii din afara internetului, o cale de a clarifica dacă oamenii, care s-au găsit pe internet, s-au întâlnit deja personal.
În jocurile de rol cu multiplayer online, dar, de asemenea, și în networking-ul social, utilizatorii pot crea o nouă personalitate. Acest lucru poate fi de la mici detalii până la crearea unui avatar cu un aspect deosebit și abilități speciale în MMOG.
Unii sociologi estimează că distincția dintre viața reală și realitatea virtuală devine din ce în ce mai greu de făcut, deoarece oamenii se învârt tot mai frecvent online într-un mod natural și rețelele sociale sau alte forme de comunicare virtuală completează întâlnirile reale sau chiar le înlocuiește parțial.